# Зелів
Зе́лів —  село в Україні, у Яворівському районі Львівської області. Населення становить 249 осіб. Орган місцевого самоврядування — Івано-Франківська селищна рада. У селі є церква Преображення Господа Нашого Ісуса Христа. До населеного пункту можна доїхати маршрутним автобусом № 210, який ходить від приміського вокзалу.